# مدیر مدرسه
مدیر مدرسه نام یکی از رمان‌های جلال آل احمد نویسندهٔ معاصر ایران است. آل احمد این رمان را در سال ۱۳۳۷ به چاپ رساند. در همین سال جلال نوشته دیگری را نیز به نام سرگذشت کندوها برای چاپ آماده می‌کند.

## خلاصه داستان
راوی داستان که از آموزگاری به تنگ آمده‌است، برای آسودگی خود و داشتن درآمد بیشتر و بی دردسر به مدیری دبستان رو می‌آورد، بی‌آنکه بداند چه دردسرهایی در پی خواهد داشت. دبستان «شش کلاسه نوبنیاد» ی در «دو طبقه بود و نوساز بود و در دامنهٔ کوه تنها افتاده بود؛ و آفتاب رو بود. یک فرهنگ دوست خر پول، عمارتش را وسط زمین خودش ساخته بود و بیست و پنج ساله در اختیار فرهنگ گذاشته بود که مدرسه اش کنند و رفت و آمد بشود و جاده‌ها کوبیده بشود و این قدر ازین بشودها بشود، تا دل ننه باباها بسوزد و برای اینکه راه بچه‌هاشان را کوتاه بکنند، بیایند همان اطراف مدرسه را بخرند و خانه بسازند و زمین یارو از متری یک عباسی بشود صد تومان».
مدیر که خود را هیچکاره می‌داند و آمده تا گوشه‌ای آرام در دفترش از گچ خوردن و بیهودگی کار آموزگاری خود را برهاند، با دشواری سرپرستی «یک ناظم و هفت تا معلم و دویست و سی و پنج تا شاگرد» روبرو می‌شود. پس همه توان خود را به کار می‌گیرد تا کمبودها و نارسایی‌ها را به گونه‌ای سروسامان دهد. از آنجا که فرهنگ (آموزش و پرورش) همکاری اندکی می‌کند، دلسوزانه از پدر و مادرها و همسایه‌ها و مردم آن کوی و برزن کمک خواسته می‌شود. برای فرونشاندن آشوبها و درگیری‌های پیش آمده، کدخدا منشی شیوه مناسبی شناخته می‌شود. یکی از آموزگارها سر از زندان درمی‌آورد، دیگری از بیمارستان. بی شرمی آموزگاری که به یکی از شاگردان عکس‌های لختی زنی را می‌دهد تا با آن کاردستی درست کند.
دست آخر، مدیر به دنبال دادخواستی به دادگستری فراخوانده می‌شود. با آنکه گویا دادخواست پیگیری نمی‌شود، مدیر درخواست کناره گیریش را روی همان برگ‌های نشاندار دادگستری می‌نویسد و برای دوست پخمه‌ای که تازگی سرپرست فرهنگ (آموزش و پرورش) شده، می‌فرستد.